# San Antonio, Paclín
San Antonio är en ort i Argentina.   Den ligger i provinsen Catamarca, i den norra delen av landet, 1 000 km nordväst om huvudstaden Buenos Aires. San Antonio ligger 1 038 meter över havet och antalet invånare är 4 290.
Terrängen runt San Antonio är huvudsakligen kuperad, men österut är den bergig. Runt San Antonio är det mycket glesbefolkat, med 5 invånare per kvadratkilometer.. San Antonio är det största samhället i trakten.
I omgivningarna runt San Antonio växer i huvudsak lövfällande lövskog.